# Sthapui

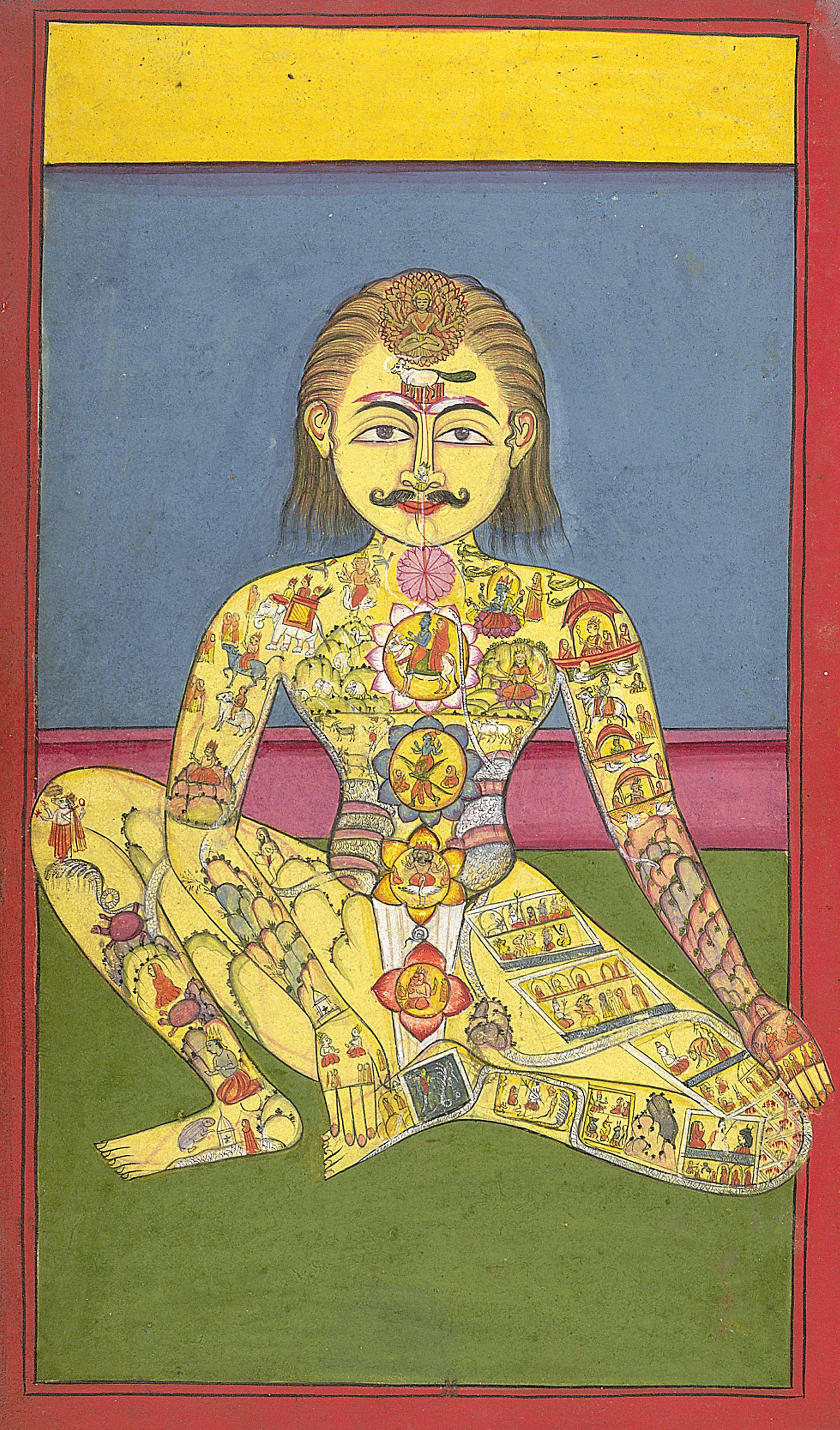
oude Tibetaanse kaart met de 7 Chakra's en de belangrijkste marmapunten

Sthapui (Sthapui-punt) is een marmapunt gelegen op het hoofd. Marmapunten worden in Oosterse filosofieën gebruikt bij massage, yoga, reflexologie en reiki. Men gelooft dat een marmapunt op een nadi ligt en zo een uitwerking kan hebben op een bepaald lichaamsdeel, proces of emotie
Sthapui is gelegen op het midden van beide wenkbrauwen. Dit punt heeft het Vishuddha (keel chakra).

## Overige marmapunten
Naar schatting zijn er 62.000 marmapunten in het lichaam. De belangrijkste 52 zijn: